# Christophe Van Garsse
Christophe Van Garsse (Tongeren, 21 giugno 1974) è un ex tennista belga.

## Carriera
Ottenne il suo best ranking in singolare l'8 giugno 1998 con la 131ª posizione del ranking ATP.
Semifinalista all'Open di San Marino nel 1994 dove perse contro Carlos Costa in due set, raggiunse i quarti di finale al Brighton International del 1997.
Partecipò quattro volte a tornei del Grande Slam con eccezione dello US Open, qualificandosi sempre alla fase finale.
In Coppa Davis ha disputato un totale di 11 partite, ottenendo 6 vittorie e 4 sconfitte in singolo, e una sconfitta nell'unico doppio disputato.

## Statistiche

### Singolare

#### Vittorie (1)
| Numero | Anno           | Torneo                         | Superficie | Avversario in finale | Punteggio |
| 1.     | 24 aprile 1994 | Nagoya Challenger 1994, Nagoya | Cemento    | Leander Paes         | 6-4, 6-3  |